# Pro14 2017/18
Pro 14 2017/18 bezeichnet die 18. Saison der internationalen Rugby-Union-Meisterschaft Pro14 (aus Sponsoringgründen auch Guinness Pro 14 genannt). Sie umfasste 21 Spieltage und begann am 1. September 2017. Beteiligt waren je vier Teams aus Irland und Wales sowie je zwei Teams aus Italien und Schottland. Zum ersten Mal nahmen auch zwei Mannschaften aus Südafrika teil. Die 14 Teams waren auf zwei Konferenzen aufgeteilt, wobei jede Mannschaft 20 Spiele absolvierte: zweimal (je ein Hin- und Rückspiel) gegen alle Mannschaften ihrer Konferenz, einmal gegen die Mannschaften der anderen Konferenz, und noch einmal gegen eine Mannschaft ihres Landes. Die drei besten Mannschaften jeder Konferenz qualifizierten sich für die Endrunde. Die Konferenzensieger spielten direkt in den Halbfinale, während die Zweit- und Drittplatzierten in den Viertelfinale antraten. Das Finale fand am 26. Mai 2018 im Aviva Stadium in Dublin statt. Titelverteidiger war das walisische Team Scarlets.

## Tabelle
M = Amtierender Meister
Konferenz A
|     | Team                 | Spiele | Siege | Unent. | Ndlg. | Spiel- punkte | Diff. | Bonus- punkte | Tabellen- punkte |
| --- | -------------------- | ------ | ----- | ------ | ----- | ------------- | ----- | ------------- | ---------------- |
| 01. | Glasgow Warriors     | 21     | 15    | 1      | 5     | 614:366       | + 248 | 14            | 76               |
| 02. | Munster Rugby        | 21     | 13    | 1      | 7     | 568:361       | + 207 | 15            | 69               |
| 03. | Central Cheetahs ZAF | 21     | 12    | 0      | 9     | 609:554       | + 55  | 15            | 63               |
| 04. | Cardiff Blues        | 21     | 11    | 0      | 10    | 502:482       | + 20  | 10            | 54               |
| 05. | Ospreys              | 21     | 9     | 0      | 12    | 390:487       | − 97  | 8             | 44               |
| 06. | Connacht Rugby       | 21     | 7     | 0      | 14    | 445:477       | − 32  | 11            | 39               |
| 07. | Zebre                | 21     | 7     | 0      | 14    | 408:593       | − 185 | 8             | 36               |

Konferenz B
|     | Team                   | Spiele | Siege | Unent. | Ndlg. | Spiel- punkte | Diff. | Bonus- punkte | Tabellen- punkte |
| --- | ---------------------- | ------ | ----- | ------ | ----- | ------------- | ----- | ------------- | ---------------- |
| 01. | Leinster Rugby         | 21     | 14    | 1      | 6     | 601:374       | + 227 | 12            | 70               |
| 02. | Scarlets (M)           | 21     | 14    | 1      | 6     | 528:365       | + 163 | 12            | 70               |
| 03. | Edinburgh Rugby        | 21     | 15    | 0      | 6     | 494:375       | + 119 | 8             | 68               |
| 04. | Ulster Rugby           | 21     | 12    | 2      | 7     | 538:482       | + 56  | 10            | 62               |
| 05. | Benetton Rugby Treviso | 21     | 11    | 0      | 10    | 415:451       | − 36  | 11            | 55               |
| 06. | Newport Gwent Dragons  | 21     | 2     | 2      | 17    | 378:672       | − 294 | 8             | 20               |
| 07. | Southern Kings ZAF     | 21     | 1     | 0      | 20    | 378:829       | − 451 | 7             | 11               |

Die Punkte werden wie folgt verteilt:
- 4 Punkte bei einem Sieg
- 2 Punkte bei einem Unentschieden
- 0 Punkte bei einer Niederlage (vor möglichen Bonuspunkten)
- 1 Bonuspunkt für vier oder mehr Versuche, unabhängig vom Endstand
- 1 Bonuspunkt bei einer Niederlage mit sieben oder weniger Punkten Unterschied

## Playoffs
Playoff um die Teilnahme am European Rugby Champions Cup
| 20. Mai 2018 15:05 WESZ | Ulster Rugby | 35 : 17       | Ospreys                                                                                    | Thomond Park, Limerick Zuschauer: 7.014 Schiedsrichter: Marius Mitrea (Italien) |
| 20. Mai 2018 15:05 WESZ | Versuche: Gilroy 34. n.erh., 41. erh. Treadwell 53. erh. Stockdale 72. erh. Erhöhungen: Cooney (3/4) Straftritte: Cooney (3/3) 26., 64., 70. | (8:7) Bericht | Versuche: Wyn Jones 15. erh. Hassler 60. n.erh. Biggar 77. n.erh. Erhöhungen: Biggar (1/3) | Thomond Park, Limerick Zuschauer: 7.014 Schiedsrichter: Marius Mitrea (Italien) |

Viertelfinale
| 5. Mai 2018 15:15 WESZ | Munster Rugby                                                                                             | 20 : 16       | Edinburgh Rugby                                                                                         | Thomond Park, Limerick Zuschauer: 10.205 Schiedsrichter: Nigel Owens (Wales) |
| 5. Mai 2018 15:15 WESZ | Versuche: Marshall 8. erh. Earls 42. erh. Erhöhungen: Hanrahan (2/2) Straftritte: Hanrahan (2/3) 51., 72. | (7:6) Bericht | Versuche: Fowles 58. erh. Erhöhungen: Van der Walt (1/1) Straftritte: Hidalgo-Clyne (3/3) 18., 24., 55. | Thomond Park, Limerick Zuschauer: 10.205 Schiedsrichter: Nigel Owens (Wales) |

| 5. Mai 2018 18:35 WESZ | Scarlets | 43 : 8         | Central Cheetahs                                               | Parc y Scarlets, Llanelli Zuschauer: 7.105 Schiedsrichter: George Clancy (Irland) |
| 5. Mai 2018 18:35 WESZ | Versuche: S. Evans 5. erh., 36. erh. Halfpenny 16. erh. Prydie 44. erh. Davies 54. erh. J. Evans 60. n.erh. Erhöhungen: Halfpenny (2/2) Patchell (3/4) Straftritte: Halfpenny (1/2) 15. | (24:3) Bericht | Versuche: Blommetjies 75. n.erh. Straftritte: Goosen (1/1) 21. | Parc y Scarlets, Llanelli Zuschauer: 7.105 Schiedsrichter: George Clancy (Irland) |

Halbfinale
| 18. Mai 2018 19:45 WESZ | Glasgow Warriors                                                          | 13 : 28 | Scarlets                                                                                                  | Scotstoun Stadium, Glasgow Zuschauer: 10.000 Schiedsrichter: John Lacey (Irland) |
| 18. Mai 2018 19:45 WESZ | Versuche: Gray 59. n.erh. Grigg 72. n.erh. Straftritte: Russell (1/1) 13. | (3:21)  | Versuche: Patchell 3. erh. G. Davies 16. erh. R. Evans 31. erh. Owens 47. erh. Erhöhungen: Patchell (4/4) | Scotstoun Stadium, Glasgow Zuschauer: 10.000 Schiedsrichter: John Lacey (Irland) |

| 19. Mai 2018 15:15 WESZ | Leinster Rugby                                                                                      | 16 : 15 | Munster Rugby                                                                                         | RDS Arena, Dublin Zuschauer: 18.930 Schiedsrichter: Stuart Berry (Südafrika) |
| 19. Mai 2018 15:15 WESZ | Versuche: Conan 7. erh. Erhöhungen: Carbery (1/1) Straftritte: R. Byrne (1/3) 20. Carbery (1/2) 76. |         | Versuche: Earls 43. n.erh. Grobler 78. erh. Erhöhungen: Keatley (1/2) Straftritte: Hanrahan (1/2) 18. | RDS Arena, Dublin Zuschauer: 18.930 Schiedsrichter: Stuart Berry (Südafrika) |

Finale
| 26. Mai 2018 18:00 WESZ | Leinster Rugby | 40 : 32 | Scarlets | Aviva Stadium, Dublin Zuschauer: 46.092 Schiedsrichter: Stuart Berry (Südafrika) |
| 26. Mai 2018 18:00 WESZ | Versuche: Toner 29. n.erh. Lowe 40.+2 erh. Cronin 52. erh. Larmour 57. n.erh. Conan 68. erh. Erhöhungen: Sexton (2/4) 40.+4, 53. Carbery (1/1) 69. Straftritte: Sexton (3/3) 6., 15., 24. | (21:11) | Versuche: McNicholl 34. n.erh., 64. erh., 80. erh. Kruger 78. erh. Erhöhungen: Halfpenny (2/3) 64., 80.+1 Jones (1/1) 78. Straftritte: Halfpenny (2/2) 8., 12. | Aviva Stadium, Dublin Zuschauer: 46.092 Schiedsrichter: Stuart Berry (Südafrika) |

## Statistik

### Meiste erzielte Versuche
|    | Name             | Verein           | Versuche |
| -- | ---------------- | ---------------- | -------- |
| 1. | Barry Daly       | Leinster Rugby   | 12       |
| 2. | Craig Gilroy     | Ulster Rugby     | 10       |
| 2. | Makazole Mapimpi | Cheetahs         | 10       |
| 4. | George Horne     | Glasgow Warriors | 9        |
| 4. | Johnny McNicholl | Scarlets         | 9        |

### Meiste erzielte Punkte
|    | Name         | Verein         | Punkte |
| -- | ------------ | -------------- | ------ |
| 1. | John Cooney  | Ulster Rugby   | 175    |
| 2. | Carlo Canna  | Zebre          | 132    |
| 3. | Jack Carty   | Connacht Rugby | 131    |
| 4. | Jarrod Evans | Cardiff Blues  | 127    |
| 5. | Ross Byrne   | Leinster Rugby | 116    |